# リバタリアン社会主義
リバタリアン社会主義（リバタリアンしゃかいしゅぎ）は、自己統治と労働者の自己管理を強調する反権威主義的・反資本主義的な政治潮流である。それは、国有化の反対によって他の社会主義と対比され、私有財産の否定は他のリバタリアニズムとは対照的である。広義には、アナキズムとマルクス主義の両方の学派、及び国家と資本主義に反対する傾向が含まれる。
啓蒙時代にそのルーツを持つリバタリアン社会主義は、マルクス主義の派閥との対立中に、国際労働者協会(IWA)の反権威主義派閥によって最初に形成された。リバタリアン社会主義は急速にヨーロッパとアメリカ大陸に広がり、1917年のロシア革命の初期、特に1936年のスペイン内戦でその頂点に達した。これらの革命での敗北は、その原則が20世紀後半の新左翼と新しい社会運動によって復活する前に、その一時的な衰退につながった。
地方分権化、労働者の統制、相互扶助というその主要な原則は、一般的にリバタリアン社会主義の多くの学派で共有されているが、革命の自発性、改良主義、そして国家の廃止と資本主義の廃止のどちらを優先するかという問題をめぐって、意見の相違が生じている。